# Танцевальная машина
«Танцевальная машина» (англ. Dancing Machine) — французский художественный фильм, поставленный режиссёром Жилем Беа и вышедший на экраны в 1990 году. Главные роли исполняют Ален Делон, который также выступил продюсером фильма, и Клод Брассер.

## Сюжет
В престижной парижской школе танцев начинают одна за другой гибнуть танцовщицы, так как руководитель школы заставляет их репетировать до потери сознания. Дело в том, что основатель школы Ален Вольф — сам бывший профессиональный танцор, чью карьеру оборвала автомобильная авария, отчего тот остался хромым и лишился возможности танцевать. Последнюю жертву, Лизелотт Вагнер, Вольф с позором изгнал из школы, обвинив её в отсутствии таланта и не обратив внимание на проблемы с её здоровьем. Вагнер начинает танцевать прямо на улице под окнами школы, чтобы искупить свою вину перед хладнокровно наблюдающим за происходящим Вольфом и падает замертво от сердечного приступа.
Молодая девушка, танцующая в этой же школе, будучи одновременно бывшей женой Вольфа, Элла Себриан обращается к живущему этажом ниже инспектору Эпарвье. Она рассказывает ему, что учитель танцевальной школы, в которой она учится, убивает своих учениц. Следователь поначалу принимает рассказ Эллы за глупые и необоснованные страхи. Но после смерти Лизелотт Вагнер Эпарвье призадумывается. Его особое внимание привлекает одна из учениц школы Вольфа — Дафна Даниели, младшая сестра бывшей возлюбленной Вольфа, с которой он разбился в аварии. Её Вольф тоже изводит упреками и собирается выгнать из школы. Столь пристальное внимание Эпарвье к Вольфу начинает пугать Эллу, и она просит инспектора прекратить расследование, на что тот отвечает категорическим отказом. Одновременно Эпарвье выясняет, что помощник Вольфа Шико — бывший торговец наркотиками. Разговор с Вольфом только усиливает подозрения инспектора в его причастности к смертям учениц. Однажды вечером сквозь потолок квартиры Эпарвье начинает сочиться кровь из квартиры Эллы. Инспектор поднимается к ней и видит мертвую Эллу, лежащую в ванной с перерезанными венами, а около тела стоит не кто иной, как Ален Вольф. За неимением улик Эпарвье вынужден отпустить его.
Тем временем Вольф начинает сожительствовать с Дафной и берет её обучение под личный контроль. Полицейское начальство советует Эпарвье оставить Вольфа, но тот непреклонен: убить Эллу мог только бывший муж. Предложения о назначении ассистентов во время следствия инспектор отвергает, предпочитая работать в одиночку, и приказывает помощнику Марино следить за Дафной.
Во время следственного эксперимента, изучающего автокатастрофу с участием Вольфа и старшей сестры Даниели, Эпарвье высказывает версию, что Мелисса Даниели не погибла при столкновении мотоцикла с грузовиком, а была убита Вольфом. Коллеги и начальство не разделяют взглядов Эпарвье, и тот решает допросить Дафну Даниели. Сама Дафна от постоянных репетиций уже не может поддерживать темп и начинает принимать таблетки-стимуляторы, которые ей продает Шико. Вольф уличает её в приеме стимуляторов и в ярости сильно бьёт по лицу. Обиженная Дафна убегает и сталкивается с Эпарвье, следящим за Вольфом. Инспектор предлагает ей пожить в квартире погибшей Эллы, чтобы быть в безопасности и не попасть в руки Вольфа. На следующее утро в собственной квартире находят убитого выстрелом в голову Шико. Полицию вызвал Вольф, нашедший тело. Эпарвье обещает Вольфу, что тому не уйти от правосудия. Вольфа отпускают, в тот же момент он разоблачает себя: для ходьбы ему не нужна трость и он может бегать.
Вольф возвращается в школу, где его встречает Дафна, которая не в силах оставить своего кумира и продолжает изматывающую репетицию. Эпарвье заявляет коллегам-полицейским, что Вольф убил всех четырёх девушек и Шико, а теперь собирается убить и Дафну. В качестве доказательства инспектор приводит свою собственную теорию, основанную на информации, полученной от доктора Бертье, психиатра Алена Вольфа. Эпарвье утверждает, что этим же вечером Вольф совершит убийство Даниели. Он звонит в школу Вольфа и просит её бежать из школы, так как ей угрожает смерть от рук Вольфа. Дафна бежит через люк в потолке раздевалки и выбирается на крышу школы. Поняв, что она собирается сбежать от него, Вольф начинает преследовать девушку и просит вернуться, но Дафна не верит ему и утверждает, что именно он убил её сестру и остальных танцоров. В этот момент на крыше соседнего здания появляется Эпарвье, которого Вольф обвиняет в убийствах Эллы и Шико и желании убить Дафну. Внезапно, Эпарвье прицеливается в девушку. В длинном балетном прыжке Вольф перепрыгивает на соседнюю крышу и нападает на инспектора. Эпарвье ранит Вольфа, но в этот момент подоспевшие полицейские, выяснившие, кто настоящий преступник, стреляют в инспектора. Раненный Эпарвье теряет равновесие и погибает, упав с крыши здания. Выясняется, что убийства Эллы и Шико действительно совершил Эпарвье, чтобы свалить вину на Вольфа. Эпарвье страдал помешательством от ненависти к Вольфу, отчего и совершал преступления с целью упечь его за решетку. Сам Вольф объясняет Дафне, что на самом деле влюблен в неё, но из-за большой разницы в возрасте считает невозможными их отношения. А своим нарочито отстранённым поведением и придирками пытался заставить Дафну уйти. Девушка остаётся с Вольфом.

## В ролях
- Ален Делон — Ален Вольф
- Клод Брассер — детектив Мишель Эпарвье
- Патрик Дюпон — Шико
- Тоня Кинзингер — Дафна
- Консуэло Де Авиланд — Лизелотт Вагнер